# Hundred
Hundred (ハンドレッド?, Handoreddo) è una serie di light novel scritta da Jun Misaki e illustrata da Nekosuke Ōkuma. Sedici volumi sono stati pubblicati da SB Creative, sotto l'etichetta GA Bunko, da novembre 2012 ad ottobre 2018. Un adattamento manga è stato serializzato sul Monthly Dragon Age di Fujimi Shobō tra il 2013 e il 2014. Un adattamento anime, prodotto da Production IMS, è stato trasmesso in Giappone tra il 4 aprile e il 20 giugno 2016.

## Personaggi
Hayato Kisaragi (如月 ハヤト?, Kisaragi Hayato)
Doppiato da: Yoshiaki Hasegawa
Emilia Hermit (エミリア・ハーミット?, Emiria Hāmitto)
Doppiata da: Rumi Ōkubo
Claire Harvey (クレア・ハーヴェイ?, Kurea Hāvei)
Doppiata da: Mao Ichimichi
Karen Kisaragi (如月 カレン?, Kisaragi Karen)
Doppiata da: Kaya Okuno
Sakura Kirishima (霧島 サクラ?, Kirishima Sakura)
Doppiata da: Mayū Yoshioka
Meimei (メイメイ?)
Doppiata da: Ayaka Imamura
Liddy Steinberg (リディ・スタインバーグ?, Ridi Sutainbāgu)
Doppiata da: Rika Kinugawa
Fritz Granz (フリッツ・グランツ?, Furittsu Gurantsu)
Doppiato da: Wataru Hatano
Erica Candle (エリカ・キャンドル?, Erika Kyandoru)
Doppiata da: Yui Makino
Latia Saint-Émilion (レイティア・サンテミリオン?, Reitia Santemirion)
Doppiata da: Yuka Ōtsubo
Charlotte Dimandias (シャーロット・ディマンディウス?, Shārotto Dimandiusu)
Doppiata da: Yui Horie
Souffle Clearrail (スフレ・クリアレール?, Sufure Kuriarēru)
Doppiata da: Rina Satō

## Media

### Light novel
La serie di light novel è stata scritta da Jun Misaki con le illustrazioni di Nekosuke Ōkuma. Il primo volume è stato pubblicato da SB Creative, sotto l'etichetta GA Bunko, il 15 novembre 2012 e al 15 ottobre 2018 ne sono stati messi in vendita in tutto sedici.
| Nº | Titolo italiano (traduzione letterale) Giapponese 「Kanji」 - Rōmaji                                     | Data di prima pubblicazione                                                                    | Data di prima pubblicazione |
| Nº | Titolo italiano (traduzione letterale) Giapponese 「Kanji」 - Rōmaji                                     | Giapponese                                                                                     |                             |
| 1  | Valoroso risveglio 「ヴァリアント覚醒」 - Vuarianto kakusei                                              | 15 novembre 2012 ISBN 978-4-7973-7192-5                                                        |                             |
| 2  | La canzone d'amore della diva 「歌姫のラブソング」 - Utahime no rabu songu                               | 15 marzo 2013 ISBN 978-4-7973-7309-7                                                           |                             |
| 3  | Regina rossa e principessa in cattività 「赤き女王と囚われの荊姫」 - Akaki joō to toraware no ibara hime | 13 luglio 2013 ISBN 978-4-7973-7484-1                                                          |                             |
| 4  | Crisi dei giardini 「ガーデンズ・クライシス」 - Gādenzu kuraishisu                                       | 14 dicembre 2013 ISBN 978-4-7973-7583-1                                                        |                             |
| 5  | Atto di duello 「デュアルアクト」 - Dyueru akuto                                                         | 15 maggio 2014 ISBN 978-4-7973-7715-6                                                          |                             |
| 6  | Terzo attacco 「サード・アタック」 - Sādo atakku                                                         | 15 ottobre 2014 ISBN 978-4-7973-8039-2                                                         |                             |
| 7  | Concorso mondiale di arti marziali <sopra> 「全世界武芸大会<上>」 - Zen sekai bugei taikai <ue>          | 14 marzo 2015 ISBN 978-4-7973-8278-5                                                           |                             |
| 8  | Concorso mondiale di arti marziali <sotto> 「全世界武芸大会<下>」 - Zen sekai bugei taikai <shita>       | 12 agosto 2015 ISBN 978-4-7973-8469-7 (ed. regolare) ISBN 978-4-7973-8424-6 (ed. con drama-CD) |                             |
| 9  | Piccoli inizi 「スモール・ビギニングス」 - Sumōru biginingusu                                            | 15 dicembre 2015 ISBN 978-4-7973-8603-5                                                        |                             |
| 10 | Soldato da sogno 「ドリーム・ソルジャー」 - Dorīmu sorujā                                                | 15 aprile 2016 ISBN 978-4-7973-8693-6 (ed. regolare) ISBN 978-4-7973-8692-9 (ed. con drama-CD) |                             |
| 11 | Piccoli frammenti 「リトル・フラグメンツ」 - Ritoru furagumentsu                                         | 15 giugno 2016 ISBN 978-4-7973-8716-2 (ed. regolare) ISBN 978-4-7973-8717-9 (ed. limitata)     |                             |
| 12 | Tempo di raccolta 「ハーヴェスト・タイム」 - Hāvuesuto taimu                                             | 15 novembre 2016 ISBN 978-4-7973-8985-2                                                        |                             |
| 13 | Nobiltà obbligata 「ノブレス・オブリージュ」 - Noburesu oburīju                                          | 15 maggio 2017 ISBN 978-4-7973-9279-1                                                          |                             |
| 14 | Salvare l'universo 「セーブ・ザ・ユニバース」 - Sēbu za yunibāsu                                         | 25 settembre 2017 ISBN 978-4-7973-9525-9                                                       |                             |
| 15 | Attacco alla fabbrica 「アタック・オン・ザ・ファクトリー」 - Atakku on za fakutorī                       | 14 luglio 2018 ISBN 978-4-7973-9829-8                                                          |                             |
| 16 | Catturare il futuro 「キャッチ・ザ・フューチャー」 - Kyatchi za fuyūchā                                  | 15 ottobre 2018 ISBN 978-4-7973-9915-8                                                         |                             |

### Manga
Un adattamento manga, scritto da Misaki e disegnato da Sasayuki, è stato serializzato sulla rivista Monthly Dragon Age di Fujimi Shobō dal 9 novembre 2013 al 9 dicembre 2014. I capitoli sono stati raccolti in due volumi tankōbon, pubblicati entrambi l'8 agosto 2015.

#### Volumi
| Nº | Data di prima pubblicazione | Data di prima pubblicazione | Data di prima pubblicazione |
| Nº | Giapponese                  | Giapponese                  |                             |
| -- | --------------------------- | --------------------------- | --------------------------- |
| 1  | 8 agosto 2015               | ISBN 978-4-04-070172-1      |                             |
| 2  | 8 agosto 2015               | ISBN 978-4-04-070661-0      |                             |

### Anime
Annunciato il 10 maggio 2015 in occasione del decimo anniversario di GA Bunko, un adattamento anime, prodotto da Production IMS e diretto da Tomoki Kobayashi, è andato in onda dal 4 aprile al 20 giugno 2016. In tutto il mondo, ad eccezione dell'Asia, gli episodi sono stati trasmessi in streaming in simulcast, anche coi sottotitoli in lingua italiana, da Crunchyroll.

#### Episodi
| Nº | Titolo italiano Giapponese 「Kanji」 - Rōmaji                             | In onda        | In onda |
| Nº | Titolo italiano Giapponese 「Kanji」 - Rōmaji                             | Giapponese     |         |
| 1  | Little Garden 「リトルガーデン」 - Ritoru Gāden                           | 4 aprile 2016  |         |
| 2  | La regina invincibile 「絶対無敵の女王」 - Zettai muteki no pāfekuto kuīn | 11 aprile 2016 |         |
| 3  | Il risveglio del Variant 「ヴァリアント覚醒」 - Varianto kakusei          | 18 aprile 2016 |         |
| 4  | Body Guard 「ボディーガード」 - Bodīgādo                                  | 25 aprile 2016 |         |
| 5  | Imitation Girl 「イミテーション・ガール」 - Imitēshon Gāru                | 2 maggio 2016  |         |
| 6  | The Diva's Love Song 「歌姫のラブソング」 - Utahime no rabu songu         | 9 maggio 2016  |         |
| 7  | Sleeping Beauty, Captured 「囚われの荊姫」 - Toraware no ibarahime        | 16 maggio 2016 |         |
| 8  | Night at the Lake 「湖畔の夜」 - Kohan no yoru                            | 23 maggio 2016 |         |
| 9  | Dragon Type 「新種」 - Doragon Taipu                                      | 30 maggio 2016 |         |
| 10 | School Fair 「学園祭」 - Gakuen fesuta                                    | 6 giugno 2016  |         |
| 11 | Garden's Crisis 「ガーデンズ・クライシス」 - Gādenzu Kuraishisu           | 13 giugno 2016 |         |
| 12 | Friends 「仲間」 - Nakama                                                 | 20 giugno 2016 |         |